# Pechan Alfonz

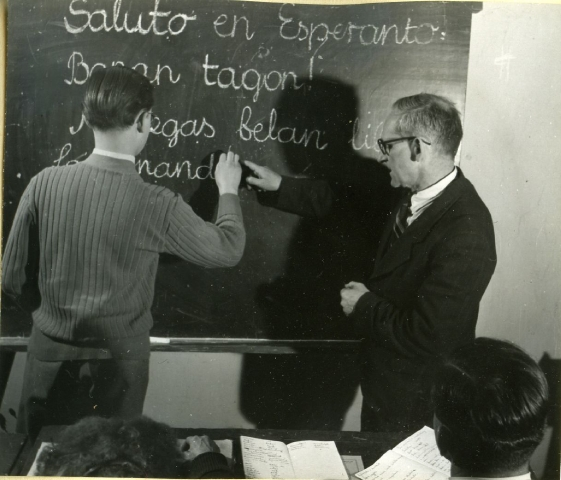
Pechan Alfonz eszperantó nyelvet tanít (c. 1973)

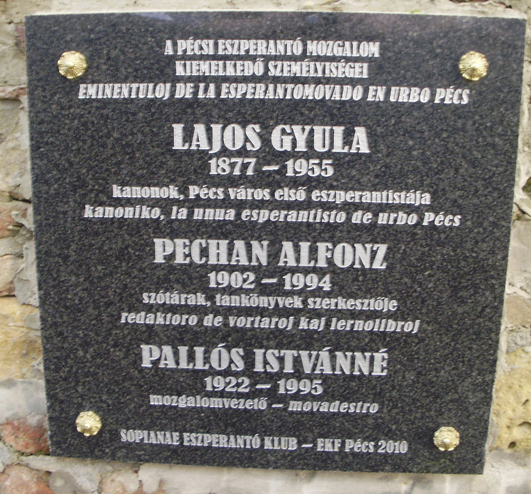
Három pécsi eszperantista emléktáblája a pécsi Eszperantó Parkban (2010)

Pechan Alfonz Árpád János (Pécs, 1902. április 21. – Budapest, 1994. július 1.) matematikatanár és szótárszerkesztő eszperantista.

## Élete, munkássága
Pécsett tanított természettudományokat és bekapcsolódott az eszperantó mozgalomba. 1940-ben vette feleségül a pécsi születésű Beksits Ilonát, aki szintén eszperantista volt. Közben Budapestre költözött a család, matematikát, fizikát tanított Pechan Alfonz, s a Magyar Eszperantó Pedagógus Egyesületnek 1939-1944 között ő volt az elnöke.
Szerkesztette a Magyar–eszperantó és az Eszperantó–magyar szótárakat, a Gvidlibro por supera ekzameno szerkesztője. Szótárai számtalan kiadást megértek, posztumusz is folyamatosan jelennek meg. A szótárt folyamatosan lektorálták, például az 1988-ban kiadott példányokat Baghy Gyula, Kalocsay Kálmán, Márton Lajos. Mintegy négy évtizeden keresztül szervezte az eszperantó vizsgákat. A Magyar Eszperantó Szövetség vezetőségének tagja, majd 1985-től tiszteletbeli tagja volt.
Budapesten, az Farkasréti temetőben helyezték örök nyugalomra (VIII., 44/A-1-286. sírhely, sírkövén magyar-eszperantó szöveg). Gyászbeszéddel Jáki Ferenc eszperantista búcsúztatta eszperantó nyelven.

## Emlékezete
2010. május 24-én a pécsi Eszperantó Parkban avatták fel kétnyelvű (magyar–eszperantó) emléktábláját, két másik híres pécsi eszperantistával szerepel egy táblán, Lajos Gyulával és Pallós Istvánnéval.

## Kötetei (válogatás)
- Csutor Ipoly–Pechan Alfonz: Technologia és vegytan fémiparos szakirányú iparostanonciskolák 2. oszt. számára; s.n., Bp., 1936
- Természettan. Mechanika, hőtan. Fémiparos szakirányú iparostanonciskolák 2. oszt. számára; s.n., Bp., 1936
- Természettan, hőtan. Fémiparos szakirányú iparostanonciskolák 2. oszt. számára; 3. jav. kiad.; s.n., Bp., 1937
- Pechan Alfonz–Csutor Ipolyː Vegytan és technológia. Fémiparos szakirányú iparostanonciskolák 2. oszt. számára; 3. kiad.; s.n., Bp., 1938
- Meteorológiai ismeretek; s.n., Bp., 1939
- Természettan. Mezőgazdasági középiskola; 2. bőv. kiad.; s.n., Bp., 1940
- Csutor Ipoly–Pechan Alfonzː Természettan 2. Mezőgazdasági középiskolák a. oszt. számára; s.n., Bp., 1941
- Természettan, mechanika és hőtan. Fémiparos szakirányú iparitanonciskolák 2. oszt. számára; 5. átdolg. kiad.; s. n., Bp., 1942
- Kamatoskamat és járadékszámítás. Középfokú kertészeti tanintézeti tanulók számára; Hellaichné Soksz., Bp., 1943
- Magyar–eszperantó szótár = Hungara–esperanta vortaro / szerk. Pechan Alfonz ; főmunkatárs Katona Lóránt. Budapest : Terra, 1958. 544 p. (Kisszótár sorozat)
- Eszperantó–magyar szótár = Esperanta–hungara vortaro / szerk. Pechan Alfonz ; főmunkatárs Katona Lóránt. Budapest : Terra, 1958. 448 p. (Kisszótár sorozat)
- Gvidlibro por supera ekzameno, 1-2.; szerk. Pechan Alfonz; Hungara Esperanto Asocio, Bp., 1964-1966
- Eszperantó–magyar, magyar–eszperantó útiszótár = Esperanta–hungara, hungara–esperanta turista vortaro / szerk. Pechan Alfonz ; Budapest : Terra, 1968. 229 p. (eo-hu) + 278 p. (hu-eo) + 22 p. Függelékkel

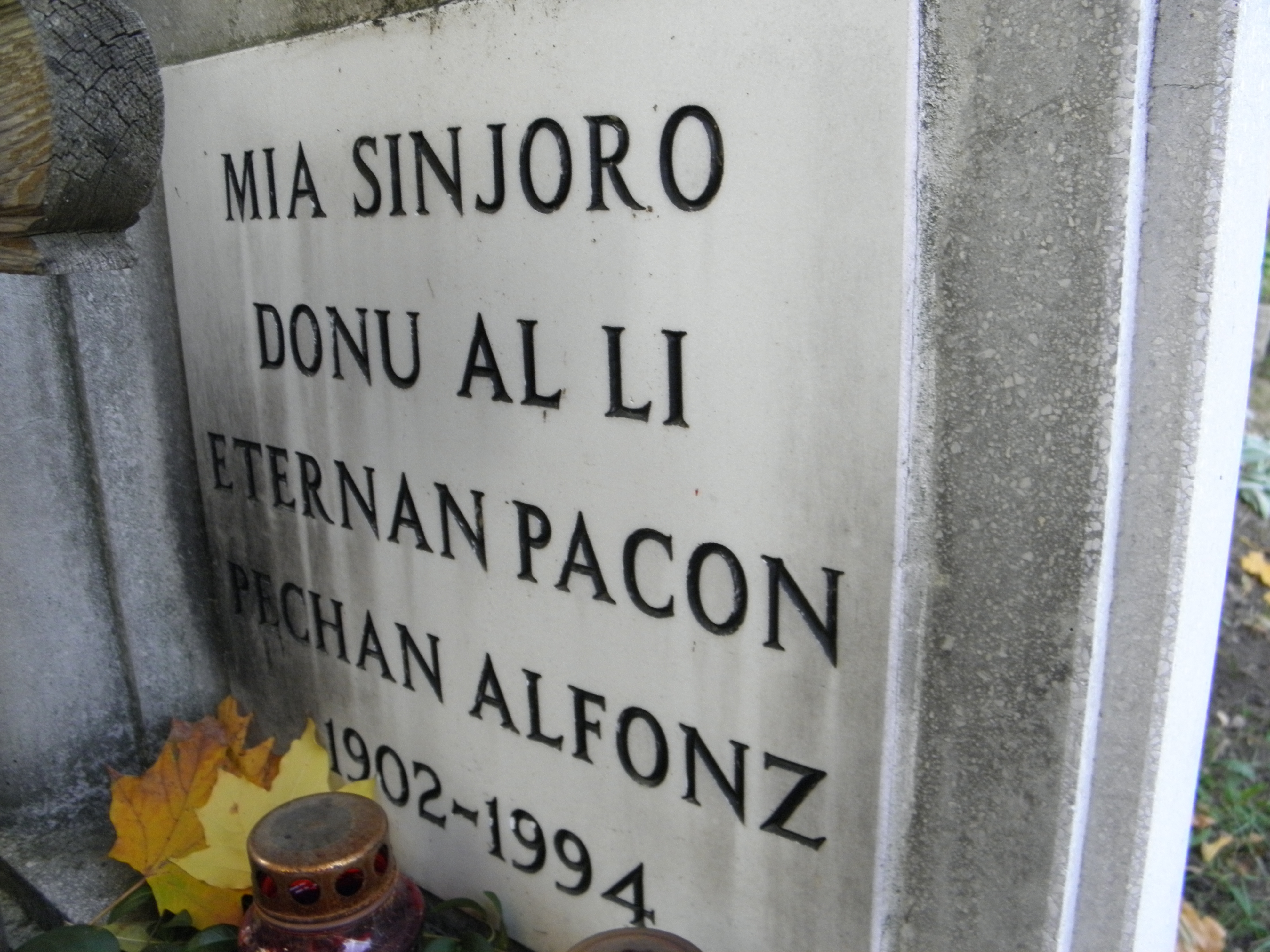
Pechan Alfonz eszperantó nyelvű sírköve a Farkasréti temetőben

- Eszperantó-Magyar/Magyar-Eszperantó vasúti kisszótár : Esperanta-Hungara/Hungara-Esperanta Fervoja Terminareto. Szerk. Bácskai István, lektor Pechan Alfonz.[4] Budapest : Magyar Eszperantó Szövetség Vasutas Szakosztálya, 1968. 142 p.